# Aeropuerto Departamental de Río Branco
El Aeropuerto Departamental de Río Branco (OACI: SURB) es un aeropuerto público que sirve a la ciudad de Río Branco, en Uruguay, situado a 7 km al oeste de la ciudad.
Actualmente opera solamente vuelos domésticos no regulares, exclusivamente bajo reglas de vuelo visual.

## Pista
El aeródromo cuenta con una única pista de aterrizaje, la 14/32, de césped y con 858 metros de largo y 23 de ancho.

## Estadísticas
En 2020 se realizaron 48 vuelos nacionales de taxis aéreos, y transitaron un total de 6 pasajeros nacionales.

## Acceso
El aeropuerto se encuentra sobre la ruta 26, a la altura del kilómetro 80. Se accede a Río Branco por esta ruta al este. La ciudad cuenta con servicio de taxis.